# Повратак у Зомбиленд
Повратак у Зомбиленд (енгл. Zombieland: Double Tap) je амерички филм режисера Рубен Флајшерa, објављен 2019. године. Филм је наставак претходног филма Зомбиеланд, који је објављен 2009. године.

## Синопсис
Десет година након избијања епидемије, Талахаси, Коламбус, Вичита и Литл Рок су још уквек удружени и заједно се боре за опстанак против зомбија, који су се развијали током времена: међу њима су се појавили „Хомер”, претежак и глуп, „Хокинг”, способан за стратегију током лова, „нинџа”, брз и тих, али нарочито „Т-800”, језивији и  отпоран на метке. Група налази уточиште у Белој кући. Након неког времена у групи се појављују тензије: Колумбус и Вичита живе живот свог брачног пара све док Коламбус не затражи Вичитину руку, а Талахаси чува Литл Рок као своју ћерку, док она, одрасла и млада, има жељу да буде са особама њених година. Вичита није била спремна за тај корак и заједно са Литл Рок одлучују да побегну током ноћи.
Кулумбус сломљеног срца скоро месец дана нема вољу за ништа, све док не упозна Мадисон, плавушу „без мозга” која је епидемију Зомбиланда провела у фрижидеру. Срећна што је упознала здраве људе, враћа се заједно са Талахасијем и Коламбусом у Белу кућу и одмах исте вечери води љубав са Коламбусом. Исте ноћи, Вичита проваљује у гаражу, желећи да украде оружије Талахасија. Ухваћена у крађи објашњава да је Литл Рок побегла са Беркелијем, хипиком који не воли насиље и жели да се придружи Бабилону, тврђави која се налази у Тенесију и где људи живе у миру и без оружја. Бесан на бекство своје штићенице и унапред мрзећи становнике Бабилона, Талахаси одлучује да оде по Литл Рок.

## Улоге
| Глумац         | Улога      |
| -------------- | ---------- |
| Џеси Ајзенберг | Коламбус   |
| Вуди Харелсон  | Талахаси   |
| Ема Стоун      | Вичита     |
| Росарио Досон  | Невада     |
| Зои Дојч       | Медисон    |
| Лук Вилсон     | Албукерки  |
| Аван Џогија    | Беркели    |
| Томас Мидлдич  | Флегстаф   |
| Бил Мари       | самог себе |